# Stig Rästa
Raul-Stig Rästa (Tallinn, 24 febbraio 1980) è un cantautore e chitarrista estone.

## Carriera
Dal 2002 al 2006 è stato membro di un gruppo pop rock chiamato Slobodan River. Nel 2006 è entrato nella formazione di un'altra band chiamata Traffic.
Ha partecipato all'Eurovision Song Contest 2015 tenutosi a Vienna in coppia con Elina Born. Il duo, che ha presentato in gara il brano Goodbye to Yesterday, si è classificato al settimo posto riportando l'Estonia in finale dopo 2 anni e in top 10 dopo 3 anni.